# Here Comes the Navy
Here Comes the Navy (també coneguda com Hey, Sailor) és una pel·lícula de comèdia romàntica estatunidenca de 1934 escrita per Earl Baldwin i Ben Markson i dirigida per Lloyd Bacon. La pel·lícula és protagonitzada per James Cagney, Pat O'Brien, Gloria Stuart i Frank McHugh.

## Argument
Riveter "Chesty" O'Connor (Cagney) i el seu millor amic, "Droopy" (McHugh), s'uneixen a la Marina dels Estats Units per molestar a el rival d'O'Connor, el suboficial en cap "Biff" Martin (O'Brien). O'Connor es sotmet a la cort marcial per marxar sense permís mentre visita la germana de Martin, Dorothy (Stuart). Descontentat pel seu tracte, O'Connor es burla amb ira de la Marina i es veu marginat pels seus companys.
Durant la pràctica d'artilleria, O'Connor ajuda a apagar un incendi en una sala d'armes i rep la medalla de la Creu de la Marina, però encara està decidit a marxar de la Marina. Més tard. O'Connor es transferit al Servei Aeri Naval dels EUA i és assignat al USS Macon. Quan el Macon intenta atracar, Martin queda atrapat accidentalment en una corda guia i és aixecat a l'aire. Malgrat les ordres, O'Connor baixa per la corda i salva la vida d'en Martin llançant-los amb paracaigudes a terra.
Més tard, en el casament d'O'Connor amb Dorothy, Martin descobreix que O'Connor ha estat ascendit a contramaestre i ara el supera.

## Repartiment
- James Cagney com Chester "Chesty" O'Connor
- Pat O'Brien com Chief Petty Officer William "Biff" Martin
- Gloria Stuart com Dorothy "Dot" Martin
- Frank McHugh com Wilbur "Droopy" Mullins
- Dorothy Tree com Gladys
- Willard Robertson com Tinent Comandant
- Eddie Acuff as ordenança de Marina
- George Irving com Almirall
- Sam McDaniel com porter
- Fred Toones com mariner
- Niles Welch com oficila
- Leo White com Professor
- Howard Hickman com Capità
- Chuck Hamilton com Hood at Dance
- Eddy Chandler com Sergent de subministraments
- Joseph Crehan com oficial de reclutament
- Ida Darling com tieta
- Edward Earle com capità de la Marina
- Maude Eburne com mare d'en Droopy

## Producció
Amb la total cooperació de l'Armada dels Estats Units, la fotografia principal, que va acabar a principis de maig de 1934, va tenir lloc a diverses instal·lacions navals, inclòs el pati de la Marina de Bremerton, Washington, l'estació d'entrenament naval de San Diego, Califòrnia, així com altres llocs de San Pedro i Sunnyvale, a Califòrnia. El personal naval va formar molts dels extres de la pel·lícula. D'interès històric és que una part del rodatge de Here Comes the Navy va tenir lloc a bord del cuirassat USS Arizona (BB-39), que va ser enfonsat pels japonesos el 7 de desembre de 1941, a Pearl Harbor. A més, parts de la pel·lícula també inclouen plans del dirigible USS Macon (ZRS-5), un any abans de l'accident que va destruir l'aeronau amb la pèrdua de dos tripulants.

## Recepció
A la seva ressenya per The New York Times, el crític de cinema Frank Nugent va descriure Here Comes the Navy com una altra de les pel·lícules de "manera cagneyesca tradicional". "Algunes de les rialles més contundents de l'actual temporada de cinema es van gravar ahir a la nit al Strand Theatre, on "Here Comes the Navy" es va estrenar en l'àmbit metropolità. Una comèdia ràpida enriquida per un autèntic escenari naval, aquesta producció de la Warner té l'afegit. avantatge, en aquests temps difícils, d'estar fora de qualsevol censora".

## Taquilla
Segons els registres de Warner Bros, la pel·lícula va guanyar 1.183.000 dòlars als Estats Units i 575.000 dòlars a l'estranger.